# Pasquale Condello
(Investigatore riguardo ai pizzini)
Pasquale Condello, detto  'U Supremu (Reggio Calabria, 24 settembre 1950), è un mafioso italiano appartenente all'organizzazione denominata 'ndrangheta.
'U Supremu, chiamato così anche dai suoi rivali per il carisma criminale che esercita nell'organizzazione malavitosa, a causa dell'infallibilità delle sue sentenze, che all'interno della 'ndrangheta erano considerate legge, o anche "primula rossa", è il capobastone dell'omonima famiglia, latitante dal 1990 al 18 febbraio 2008, considerato uno dei numero uno della 'ndrangheta, capo indiscusso dopo l'arresto di Giuseppe Morabito.

## Storia
(Pasquale Condello)
Dopo il matrimonio, per il quale scelse come compari Paolo "don Paolino" De Stefano e Giovanni Fontana, iniziò la sua carriera criminale con il primo incarico dell'uccisione di don Antonio Macrì nel 1975, per ordine dei De Stefano stessi.
Successivamente, quando la cugina Giuseppina sposò Antonino Imerti, i De Stefano, temendo una destabilizzazione di potere, l'11 ottobre 1985 piazzarono un'autobomba contro Nino Imerti, che restò illeso ma 3 suoi guardaspalle restarono uccisi.  
Due giorni dopo, si scatenò l'eclatante riposta con il duplice omicidio di don Paolino De Stefano e dell'autista Antonio Pellicanò, di cui Condello e il fratello Domenico furono esecutori.  
I condelliani erano alleati con gli Imerti, i Rosmini, i Fontana e i Saraceno. 

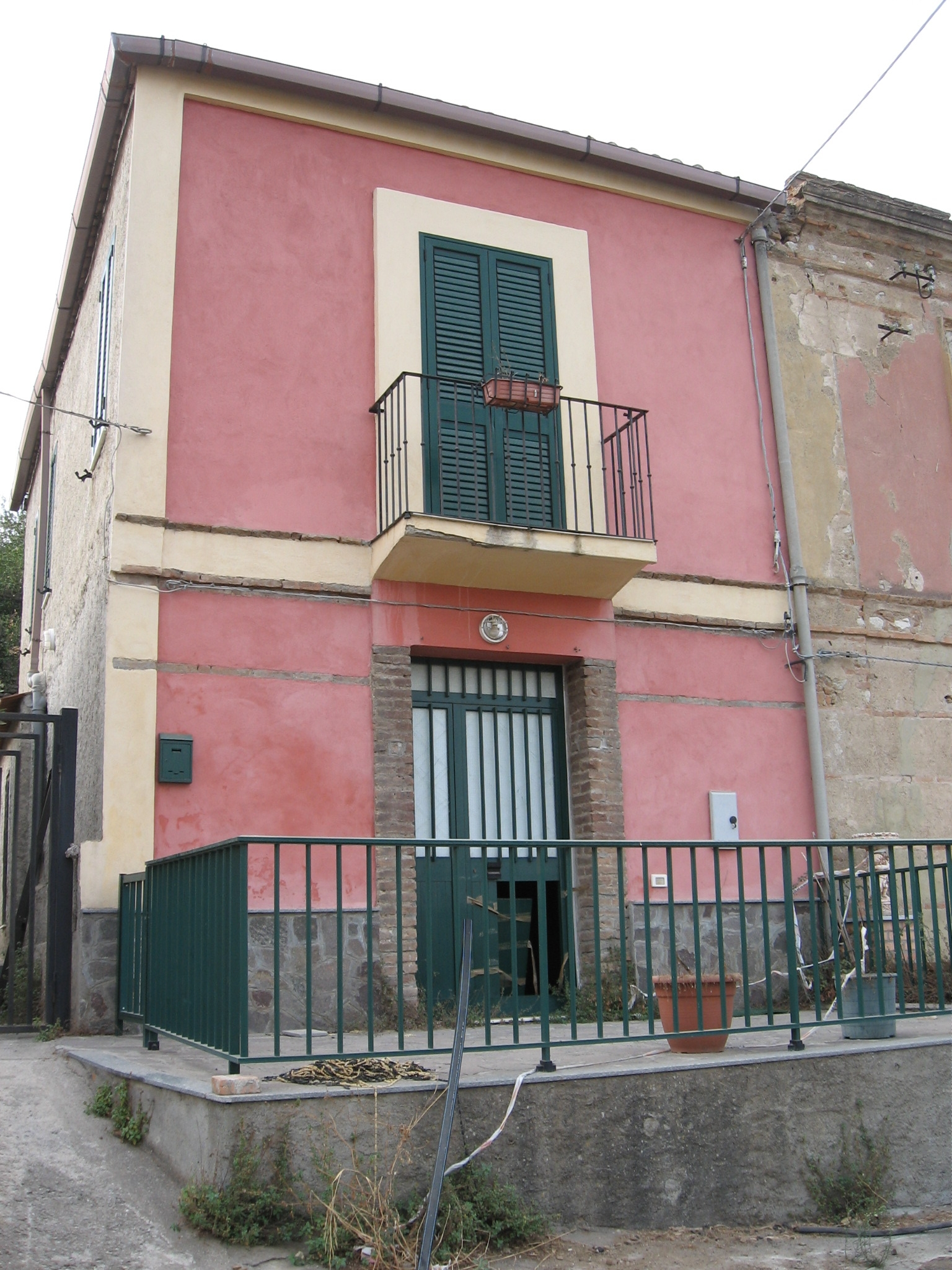
Il luogo dell'arresto.

Iniziò così una delle prime due guerre di 'Ndrangheta che vedeva i due schieramenti contrapposti. Alla morte di Paolo De Stefano viene quindi collegata l'ascesa del capo dei "condelliani". 
Condello è ritenuto il mandante dell'assassinio di Lodovico Ligato, ex presidente delle Ferrovie dello Stato, morto in un agguato la notte del 27 agosto 1989.
Dopo l'arresto di Giuseppe Morabito detto  'U Tiradrittu viene considerato capo indiscusso della 'ndrangheta. 
I suoi affari spaziavano dalle tangenti alle estorsioni, dagli appalti al controllo di numerose attività economiche anche fuori dalla Calabria e all'estero. 
Inseguito da vari provvedimenti restrittivi e condanne all'ergastolo, Pasquale Condello è stato latitante dal 28 novembre 1990, finché non è stato arrestato la sera del 18 febbraio 2008 in un casolare a Pellaro, in un blitz in cui sono intervenuti circa 100 carabinieri del ROS e dei cacciatori del Gruppo Operativo Calabria.
Condello è stato condannato a 4 ergastoli e 22 anni di reclusione, e dal 1993 era ricercato in campo internazionale. 
L'operazione ha avuto luogo intorno alle ore 20.00 a Occhio di Pellaro, ed ha portato al fermo di Condello, del genero Giovanni Barillà e del nipote Giandomenico Condello, oltre ad un'altra persona. Detenuto in un primo momento nel carcere di Spoleto, è stato in seguito trasferito nella casa circondariale dell'Aquila.